# Batalla de Meloria
La batalla de Meloria fue una histórica batalla naval en la que se enfrentaron la flota de la República de Génova con la de la República de Pisa. Tuvo lugar en 1284 y marcó el final definitivo de Pisa como potencia marítima en Europa durante la Edad Media.  
Parte de la flota genovesa estaba amarrada cerca de Porto Torres, en Cerdeña, que entonces era territorio que se disputaban ambas repúblicas. El plan de los pisanos era golpear con neta superioridad (72 navíos) la flota genovesa para luego cerrar definitivamente el litigio.
Benedetto Zaccaria, futuro dogo de Génova, que comandaba esa parte de la flota (20 naves), eludió el combate, fingiendo una retirada hacia el Mar Ligur. La flota pisana lo alcanzó, pero se encontró allí también con el resto de la flota genovesa (68 navíos), y se replegó hacia Porto Pisano.

## La batalla
El 6 de agosto de 1284 (día de San Sixto, patrón entonces de Pisa, desde ese día dejó de celebrarse) la flota genovesa zarpó hacia Porto Pisano. El almirante genovés Oberto Doria, dirigía una primera línea de 63 navíos de guerra. Por su parte Benedetto Zaccaria, dirigía una escuadra de 30 naves, que estaban ocultas voluntariamente para coger por sorpresa a la flota pisana, que en parte se hallaba amarrada en Porto Pisano, mientras otra parte estaba algo fuera, aunque cerca. Contando 63 naves genovesas, los pisanos que contaban con 9 naves más decidieron salir del puerto. Tras un primer momento de duda, los pisanos se lanzaron contra la primera línea de los genoveses. Al estar ambas flotas en posición de media luna el encuentro era frontal. Los famosos ballesteros genoveses, resguardados desde sus posiciones, tiraban contra los barcos pisanos, mientras éstos trataban de ponerse en situación de abordaje.

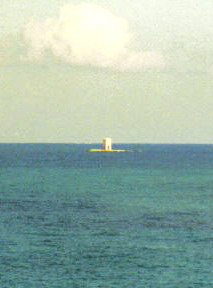
La Torre de Meloria.

El desenlace de la batalla lo marcaron los 30 navíos de Zaccaria, que se lanzaron sobre el flanco de los pisanos, que no habían previsto dicho ataque, dado que desconocían la existencia de estas naves: de toda la flota pisana, solo se salvaron 20 naves, al mando del conde Ugolino. La acusación de traición no impedirá al conde conquistar de facto el gobierno y asumir su mando hasta ser derrocado en 1288 y a su célebre muerte por inanición 1289.
Algunos historiadores creen que el contingente de refuerzo genovés estaba escondido tras el islote de la Meloria (en la época un escollo por encima del nivel del mar), pero no es probable que una flota naval, aunque pequeña, pudiera no ser vista.

## Consecuencias
Pisa firmó la paz con Génova en 1288, pero no la respetó, esto obligó a los genoveses a una nueva demostración de fuerza. En 1290, Corrado Doria, zarpó junto algunos barcos hacia Porto Pisano, y encontró el acceso cerrado por una gruesa cadena. Noceto Ciarli tuvo la idea de encender un fuego debajo ella para ponerla en estado incandescente y poder romperla con el peso de los barcos. Se arrasó el puerto y se esparció sal sobre sus ruinas, como habían hecho los romanos con Cartago en tiempos de Escipión el Africano.
Tras esta batalla, el poder marítimo de Pisa se extinguió de modo definitivo. En 1406 la ciudad pasó a depender de Florencia. Sin embargo esta batalla tuvo, a pesar de todo, algo muy positivo para toda la humanidad. Allí Rustichello da Pisa fue hecho prisionero y trasladado a Génova, donde llegará a conocer a Marco Polo, un prisionero de guerra veneciano. Escribirá su autobiografía en el libro Los viajes de Marco Polo, que, a largo plazo, abrirá Europa al resto del mundo y viceversa.
Además, este acontecimiento provocó que la construcción de la famosa Torre de Pisa fuera detenida hasta 1372, cuando Tommasso di Andrea Pisano construiría la última planta, donde se encontraría el campanario, dando por finalizada la obra.